# Ропонен, Риита-Лииса
Риита-Лииса Ропонен (фин. Riitta-Liisa Roponen, урождённая Лассила (фин. Lassila); род. 6 мая 1978 года, Хаукипудас, Финляндия) — финская лыжница, бронзовый призёр Олимпийских игр 2010 года в эстафете, трёхкратная чемпионка мира, многократная победительница этапов Кубка мира. Большинство своих побед одержала в составе эстафеты. Участница пяти Олимпийских игр (2002, 2006, 2010, 2014, 2018) и девяти чемпионатов мира (2003, 2005, 2007, 2009, 2011, 2013, 2015, 2019, 2021).

## Карьера
В кубке мира Риита-Лииса Ропонен дебютировала в 1998 году, в марте 2005 года одержала свою первую победу на этапе Кубка мира в составе эстафеты. Всего на сегодняшний момент имеет 3 победы на этапах Кубка мира в эстафете и одну победу в личных соревнованиях.
Принимала участие в Олимпиаде-2002 в Солт-Лейк-Сити где показала следующие результаты: масс-старт 15 км — 19-е место, спринт — 36-е место, эстафета — 7-е место.
На Олимпиаде-2006 в Турине участвовала в четырёх гонках: скиатлон 7,5+7,5 км — 13-е место, 10 км классикой — 35-е место, эстафета — 7-е место, масс-старт 30 км — 23-е место.
На Олимпиаде-2010 в Ванкувере завоевала бронзу в эстафете, в остальных гонках показала следующие результаты: 10 км свободным стилем — 6-е место, скиатлон 7,5+7,5 км — 15-е место, командный спринт — 8-е место.
На чемпионатах мира за свою карьеру завоевала две медали в командном спринте и пять медалей в эстафете. Последнюю медаль в эстафете завоевала в возрасте 42 лет и 9 месяцев на чемпионате мира 2021 года в Оберстдорфе. Всего принимала участие в 9 чемпионатах мира (2003, 2005, 2007, 2009, 2011, 2013, 2015, 2019, 2021).
Использует лыжи производства фирмы Atomic, ботинки и крепления Salomon. Замужем, имеет дочь.

## Результаты

### Олимпийские игры
| Олимпийские игры    | Спринт | Командный спринт | 10 км раздельный старт | 7,5+7,5 км скиатлон | 30 км масс-старт | Эстафета |
| ------------------- | ------ | ---------------- | ---------------------- | ------------------- | ---------------- | -------- |
| 2002 Солт-Лейк-Сити | 36     | —                | —                      | 19                  | —                | 7        |
| 2006 Турин          | —      | —                | 35                     | 13                  | 23               | 7        |
| 2010 Ванкувер       | —      | 8                | 6                      | 15                  | —                | 3        |
| 2014 Сочи           | —      | —                | —                      | —                   | 26               | —        |
| 2018 Пхёнчхан       | —      | —                | 20                     | —                   | —                | 4        |